# Alois Riegl

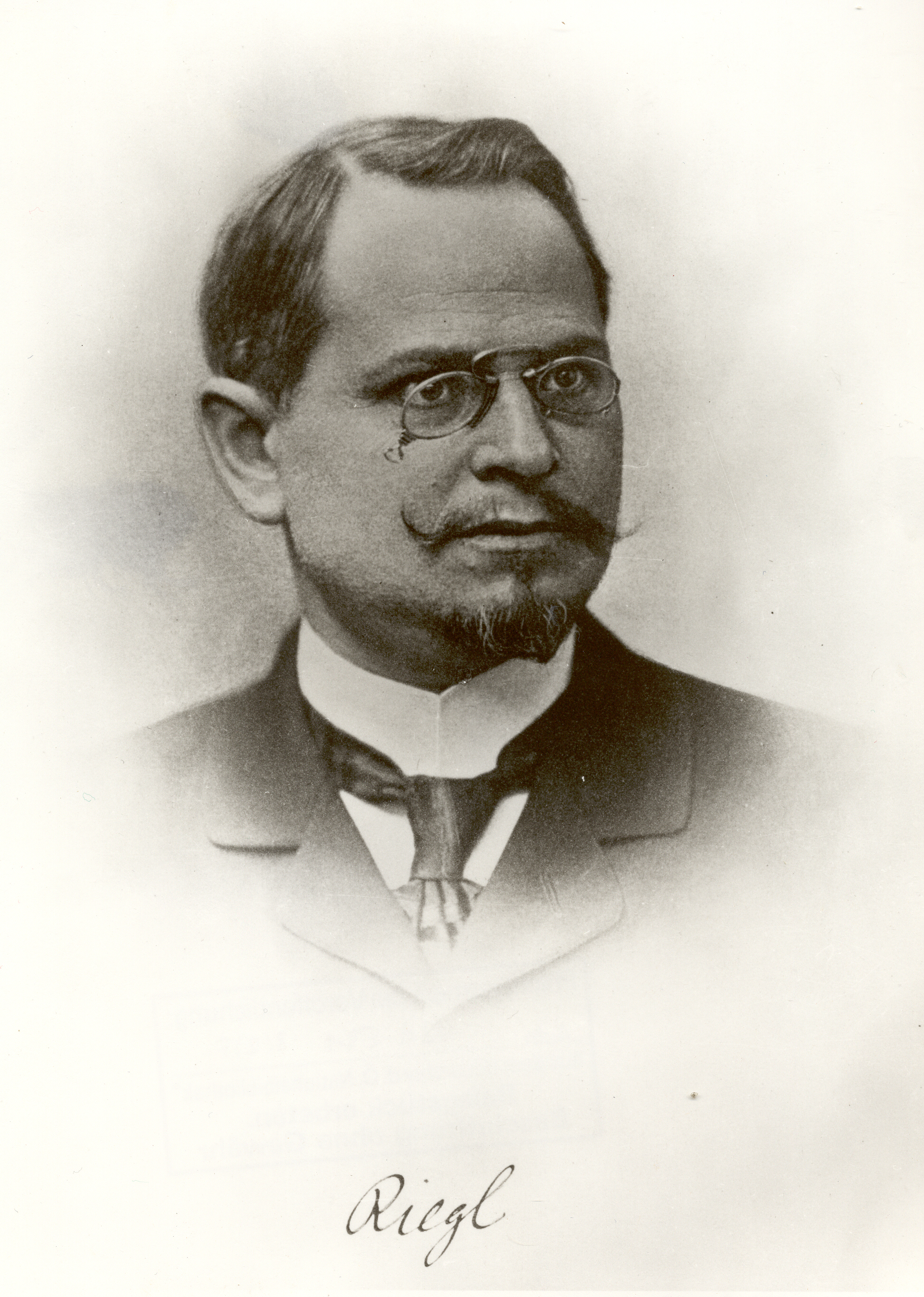
Alois Riegl.

Alois Riegl, född den 14 januari 1858 i Linz, död den 17 juni 1905 i Wien, var en österrikisk konsthistoriker, specialiserad på medeltiden och barocken. 
Riegl anses vara en inflytelserik teoretiker och nyckelfigur för moderna metoder inom konstvetenskapen. Hans metoder var varierande och verkade inom olika riktningar som antagits av konsthistorikerna under senare 1900-talet, inklusive formalism, strukturalism, poststrukturalism och mottagningsteori. På svenska medverkar han med en essä om "stilfrågor" i antologin Design och konst (2003).